# Синявець Мелеагр
Синявець Мелеагр (Polyommatus daphnis) — вид денних метеликів з родини Синявцеві (Lycaenidae).

## Таксономія
Синявець Мелеагр — один із близько 100 видів роду, єдиний представник підроду Meleageria у фауні України.
Наукова назва метелика пов'язана з давньогрецькою міфологією. Так назву meleager дав виду Євген Еспер на честь Мелеагра, учасника походу Аргонавтів. Прийнята зараз назва, daphnis, яку дали Деніс та Шиффермюллер, — це ім'я прекрасного юнака Дафніса, сина Гермеса.
Синоніми:
- Papilio daphnis   Denis & Schiffermüller, 1775 [1]
- Meleageria daphnis   (Denis & Schiffermüller, 1775)
- Papilio meleager   Esper, 1779 [1]
- Lycaena meleager   (Esper, 1779)
- Polyommatus meleager   (Esper, 1779)
- Polyommatus daphnis daphnis   (Denis & Schiffermüller, 1775)
- Polyommatus daphnis macra   Verity, 1920
- Polyommatus meleager macra   Verity, 1920
- Polyommatus daphnis alpium   Verity, 1926
- Polyommatus meleager alpium   Verity, 1926

Підвиди:
| P. d. daphnis (Denis & Schiffermüller, 1775) | — Південна Європа, Крим, південь Росії, Південний Урал |
| P. d. narsana (Alberti, 1973)                | — Кавказ                                               |
| P. d. versicolor (Heyne, [1895])             | — Закавказзя, Вірменія, Туреччина                      |
| P. d. elamita (Le Cerf, 1913)                | — Курдистан                                            |
| P. d. hayesi (Larsen, 1974)                  | — Левант                                               |

## Поширення та чисельність
Ареал охоплює Південну та Південно-Східну Європу, Малу Азію, Кавказ, Закавказзя, Близький Схід, південь Урала, північний захід Казахстана.
Вид поширений по всій території України, але чисельність незначна.

## Морфологічні ознаки

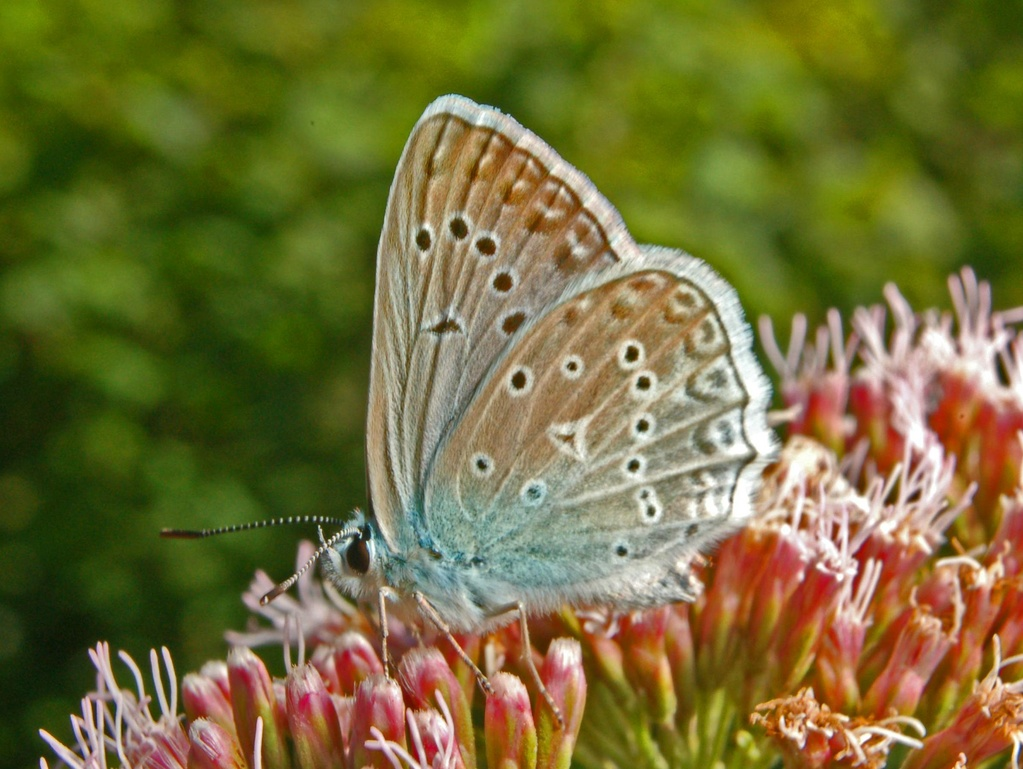
Синявець Мелеагр, самець

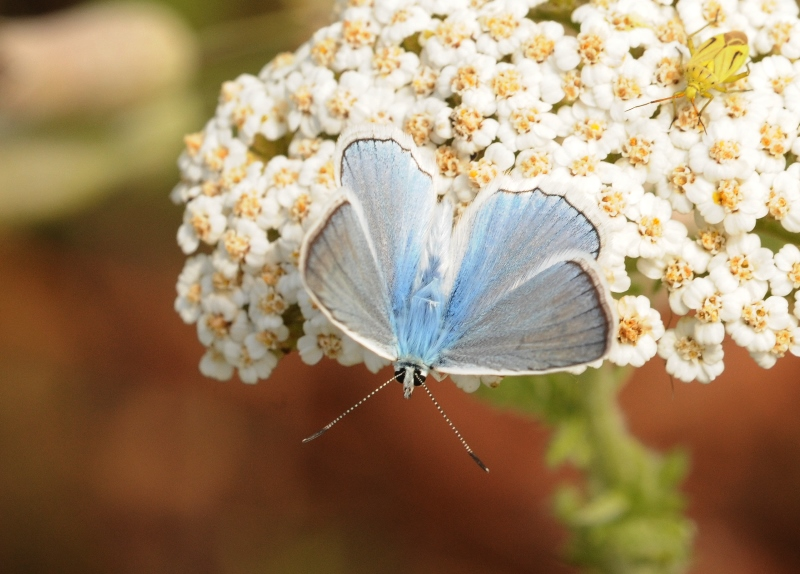
Синявець Мелеагр, самець

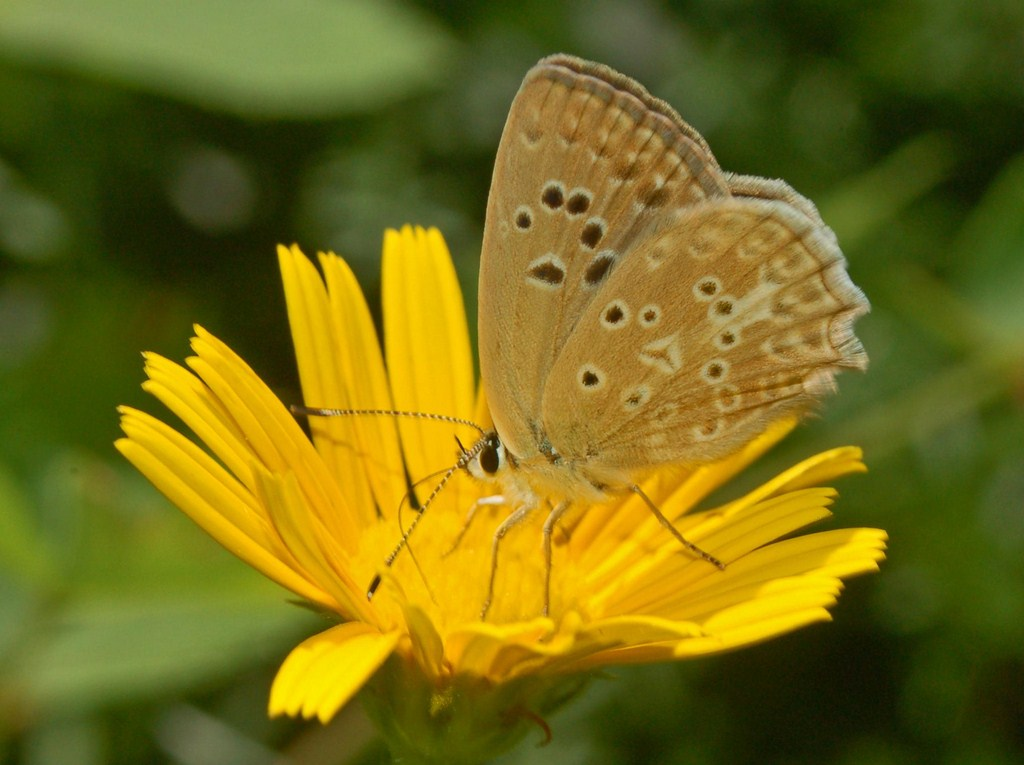
Синявець Мелеагр, самиця

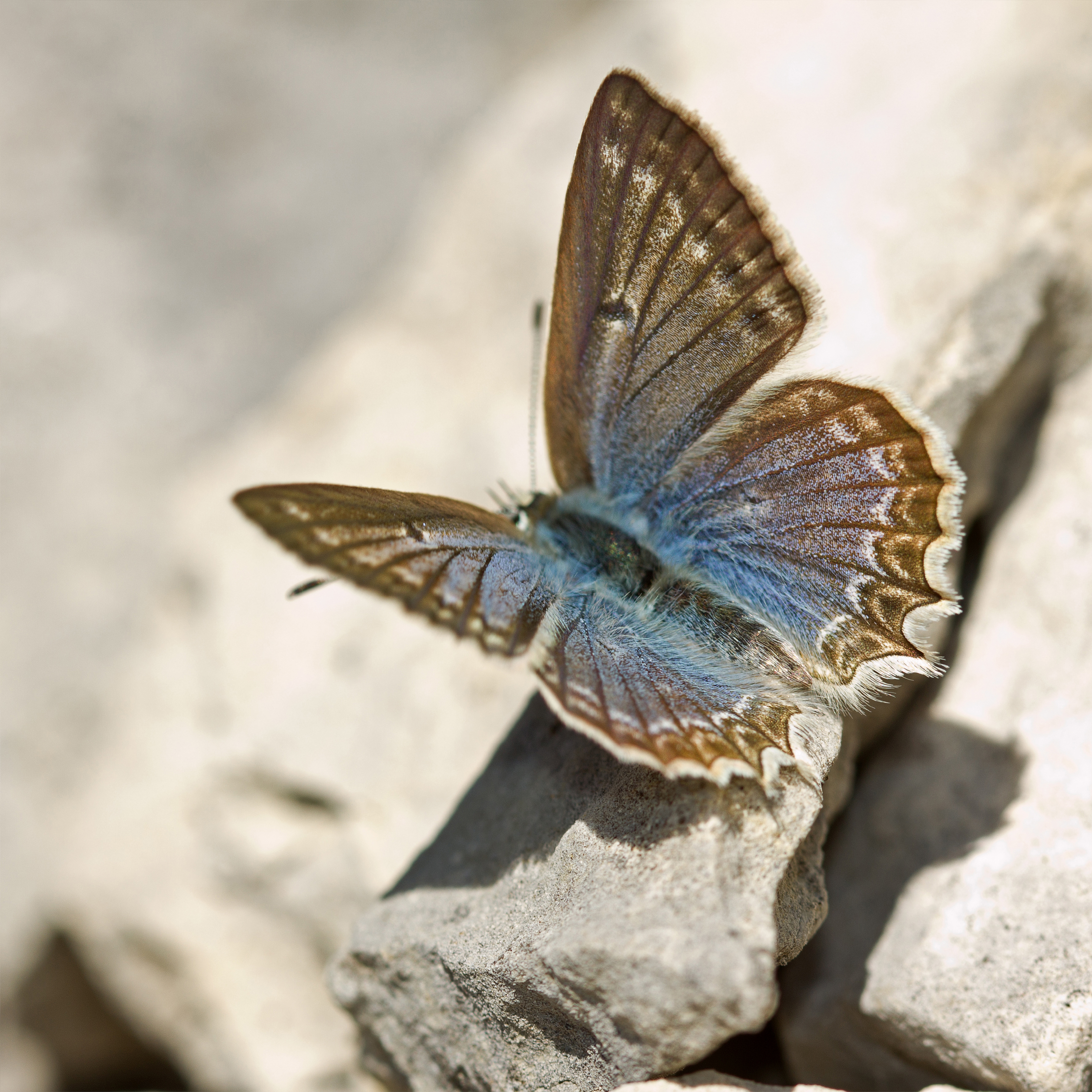
Синявець Мелеагр, самиця

Довжина переднього крила — 16-19 мм. Спостерігається статевий диморфізм: у самців крила зверху сріблясто-блакитні з вузькою темною облямівкою, у самиць — коричневі, часто з синюватим відтінком, з більш темною широкою смугою по краю крил і рядом світлих, центрованих темних вічок вздовж заднього краю заднього крила. У самиць краї задніх крил сильно зазубрені. На відміну від інших синявців задні крила не мають червоних плям.

## Особливості біології
Місця перебування виду — рідколісся, галявини листяних і мішаних лісів, сухі, добре прогріті степові яри, крейдяні та вапнякові відслонення, сонячні схили річкових терас з трав'янистою рослинністю, узбіччя шляхів та залізничних насипів.
Вид дає одну генерацію на рік. Літ імаго з початку червня по серпень (у Криму — до середини вересня). Метелик зустрічається на квітах складноцвітих. За сприятливих умов у пік льоту кількість метеликів становить 50-100 особин на 1 га.
Самиця відкладає яйця поодинці на кормові рослини родини бобових (астрагал, еспарцет, чина, в'язіль барвистий та інші). Гусениці розвиваються дуже повільно, іноді до чотирьох місяців. Зимують гусениці або яйця. Деякі гусениці окрім кормових рослин живуть у мурашнику і харчуються личинками мурашок. Стадія лялечки триває 3-4 тижні.

## Заходи охорони
Причинами зміни чисельності є зростання рекреаційного навантаження на біотопи, руйнування місць перебування виду внаслідок випасання худоби, випалювання та викошування трав, застосування пестицидів. Розмноження у неволі не проводилось.
Синявець Мелеагр разом з іншими видами охороняється в Ялтинському гірсько-лісовому, Карадазькому, Українському степовому, Луганському та Канівському природних заповідниках.
У 2-му виданні  Червоної книги України (1994) вид мав природоохоронний статус — 2 категорія. У 2009 році синявець Мелеагр був виключений з Червоної книги України.
Вид Polyommatus daphnis занесений до Європейського Червоного списку (англ. European Red List of Butterflies) з природоохоронною категорією  LC  (Least Concern) — Найменший ризик.